# Нојенмаркт
Нојенмаркт (њем. Neuenmarkt) општина је у њемачкој савезној држави Баварска. Једно је од 22 општинска средишта округа Кулмбах. Према процјени из 2010. у општини је живјело 3.077 становника. Посједује регионалну шифру (AGS) 9477143.

## Географски и демографски подаци
Нојенмаркт се налази у савезној држави Баварска у округу Кулмбах. Општина се налази на надморској висини од 348 метара. Површина општине износи 19,0 km². У самом мјесту је, према процјени из 2010. године, живјело 3.077 становника. Просјечна густина становништва износи 162 становника/km².